# Bethanienkirche (Leipzig)

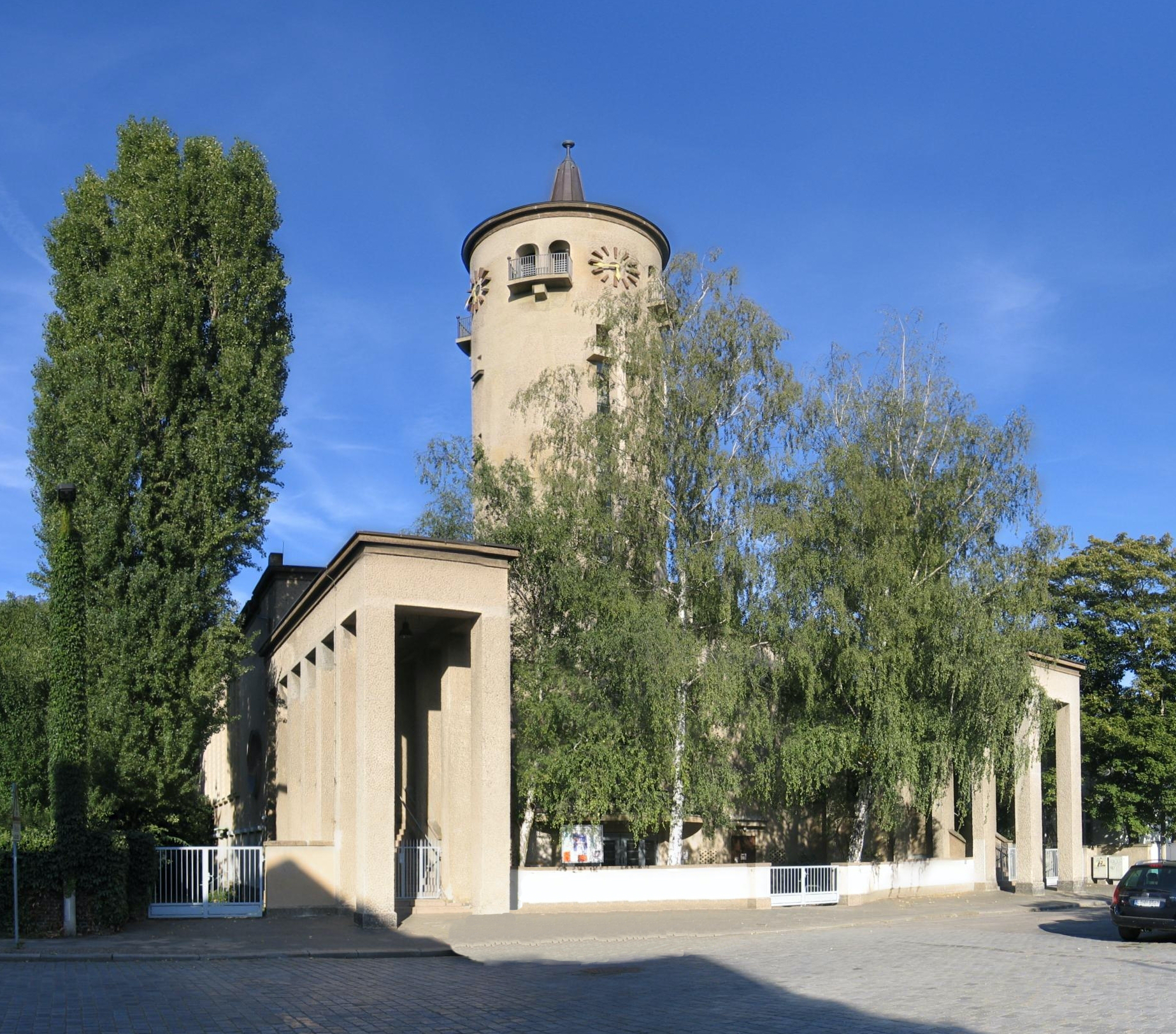
Bethanienkirche

Die Bethanienkirche ist eine evangelisch-lutherische Kirche in Leipzig-Schleußig, Stieglitzstraße 42, direkt am Leipziger Auwald. Sie wurde 1931–1933 erbaut und steht unter Denkmalschutz.

## Geschichte
Das erstmals 1376 als Slizzig erwähnte Schleußig gehörte kirchlich zu Kleinzschocher. 1875 hatte Schleußig 285 Einwohner, 1891, im Jahr der Eingemeindung nach Leipzig, waren es bereits 1500. Bis 1892 nutzte man deshalb die Kirche in Kleinzschocher. Am 30. Oktober 1892 fand der erste Gottesdienst in Schleußig in der Aula einer Schule statt.

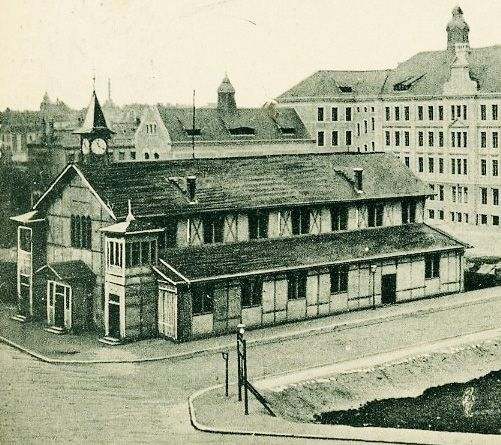
1905–1933 bestehende Interimskirche in der Schnorrstraße

1904 bis 1905 wurde auf dem Hof der Schule Schnorrstraße 2 / Rödelstraße eine Interimskirche erbaut. Der unter Leitung des Architekten Conrad Hermsdorf hier wiederaufgebaute Fachwerkbau hatte zuvor bereits der Andreas- und der Michaelisgemeinde als Notkirche gedient. Am 30. September 1906 wurde die Auspfarrung aus Kleinzschocher vollzogen, und am 6. Januar 1907 wurden die beiden ersten Gemeindepfarrer in Schleußig eingewiesen. Am 1. Advent des Jahres 1910 wurde ein Gemeindesaal auf dem Grundstück Könneritzstraße 92 eingeweiht.
Seit 1912 trieben die neuen Pfarrer Kurt Schröder und Otto Flor den Neubau der Bethanienkirche voran. Ursprünglich für 1915 geplant, kam dieser bedingt durch den Ersten Weltkrieg erst ab 1928 weiter. Am 24. April 1928 konnte ein etwa 2000 m² großes Grundstück an der Stieglitzstraße erworben werden. Man schrieb einen Architekturwettbewerb für ein gemeinsames Gebäude mit 750 Sitzplätze fassendem Kirchenraum, Gemeindesaal, Konfirmandenzimmern, Kanzlei und Küsterwohnung aus. Unter 59 eingereichten Entwürfen wurde vom am 10. und 11. Dezember 1928 tagenden Preisgericht dem Entwurf der Leipziger Architekten Carl William Zweck und Hans Voigt der 1. Preis zugesprochen, und ihr Entwurf wurde vom Kirchenvorstand zur Ausführung bestimmt. Nach geringfügigen Änderungen wurden die Pläne am 26. Oktober 1929 durch den Rat der Stadt Leipzig genehmigt. Der Bau wurde am 12. Juni 1931 begonnen, am 11. Oktober 1931 fand die Grundsteinlegung statt, und am 21. November 1931 das Richtfest. Am 8. Mai 1932 wurden drei Glocken der Glockengießerei Franz Schilling & Söhne in Apolda eingeholt und mit der Glocke der Interimskirche vereinigt.
Nach dem Abschied aus der Interimskirche am 22. Januar 1933 erfolgte am 29. Januar – einen Tag vor der sogenannten Machtergreifung durch die Nationalsozialisten – die Einweihung der neuen Kirche durch Landesbischof Ludwig Ihmels. Am 3. Februar 1933 wurden die Gemeinderäume eingeweiht.
Im Zweiten Weltkrieg musste zuerst das Kupferblech der Dachhaut abgegeben werden, danach die drei großen Bronzeglocken. Am 20. Februar 1944 wurde die Kirche (Kirchenfenster, Turmuhr, Dach, Orgel) durch eine Bombenexplosion in der Nähe stark beschädigt. Bis 1948 konnte sie nicht genutzt werden. Die Instandsetzung durch Emil Hörtzsch und Herbert Wurz wurde 1950 abgeschlossen.
Der fast hallfreie Kirchenraum mit seiner ausgezeichneten Akustik diente ab 1953 dem Rundfunkorchester Leipzig als Raum für Proben und Tonbandaufnahmen. Mit den daraus erzielten Mieteinnahmen konnte 1988 eine große Innenrenovierung erfolgen. Durch die Vermietung an den Rundfunk benötigte die Gemeinde keinerlei Beihilfen von der Landeskirche, auch ein großer Teil der Kosten für eine neue Orgel konnte daraus bestritten werden. Im Laufe der Zeit erfolgten die Renovierung und Neugestaltung des Kleinen Saals, die Neueinrichtung von Gemeindeküche, Kanzleiraum und Konfirmandenzimmer, die Neudeckung des Kirchendachs, die Entrostung des Glockenstuhls und Erneuerung der Turmjalousien sowie größere Verputzarbeiten an den Arkaden. Die Sanierung des Kirchturms durch die Architekten Schulz und Schulz fand mit der Anbringung eines neuen Turmkreuzes am 21. Juli 2000 ihren Abschluss. Zum besseren Zugang zum höher gelegenen Kirchenraum und den Gemeindesälen im Untergeschoss erfolgte 2016 der Einbau eines Aufzugs; für den Zugang wurde eines der charakteristischen mit Rauten verblendeten Fenster rechts des Haupteingangs entfernt.

## Architektur
Die schlichte geometrische Architektur von Zweck und Voigt ist der Neuen Sachlichkeit verpflichtet. Der axialsymmetrische Putzbau wird von einem bergfriedähnlichen, 38,6 Meter hohen Rundturm beherrscht. Der obere Abschluss des Stahlbetonskelettturms hat der Kirche den Spitznamen „Zitronenpresse“ eingebracht. Der den Thüringer Wehrtürmen, z. B. denen der Burg Saaleck, nachempfundene Turm, in dem die Architekten die Verkörperung des Lutherwortes „Ein feste Burg ist unser Gott“ sahen, trägt als einzigen Schmuck ein nachts indirekt erleuchtetes 14 Meter hohes Betonkreuz. Die Eingangsseite der Kirche ist ehrenhofartig gestaltet und wird flankiert von zwei vorgezogenen 14,5 Meter langen Treppenaufgängen mit Pfeilerarkaden, die zum Kirchenraum im Hauptgeschoss führen. Die beiden Treppen erinnern an ausgebreitete Arme, was nach Ansicht der Architekten eine einladende Geste entsprechend dem Christuswort „Kommet her zu mir, alle“ (Mt 11,28 ) darstellt. Mit einem Zugang in der Vorderfront abseits des Straßenverkehrs konnten so trotz ungünstiger Straßenlage besondere Akzente gesetzt werden.
Das Kirchenschiff liegt 2,50 Meter über dem Straßenniveau, es misst 26 Meter mal 25 Meter und ist als ein dreischiffiges Langhaus mit Chorabschluss ausgeführt. Das betonte Mittelschiff wird von einem höher gelegenen Altarraum (mit Altar aus rotem und grauem Marmor von Otto Wutzler) und zwei flacher gehaltenen Seitenschiffen begrenzt. Seine innere Anordnung entspricht den Leitsätzen des III. Kongresses für evangelischen Kirchenbau in Magdeburg 1928. Die Blautöne des Altarraums mit goldenen Umrahmungen waren teilweise umstritten. Sie wurden erst bei der Renovierung 1988 annähernd wieder im Originalzustand von 1933 hergestellt, nachdem sie zwischenzeitlich überstrichen waren.
Beherrscht wird der in einem warmen Licht und in dezent-feierlicher Ausstattung gehaltene Raum vom zentralen Glasgemäldefenster „Der eintretende Christus“ von Emil Block, das im Sinne eines Altarbildes gestaltet ist. Von Block stammen auch die zwei in die Wand eingelassenen Gemälde „Maria und Martha“ in Erwartung Jesu (Lk 10,38–42 , links vom Chor) und „Auferweckung des Lazarus“ (Joh 11,1–19 , rechts vom Chor), die die Eingänge zu Sakristei und Taufkapelle schmücken. Mit dem Altarfenster, das den in Bethanien bei Martha und ihrer Schwester Maria einkehrenden Jesus darstellt, stehen sie als Teil einer Bethanien-Ikonografie in Beziehung und greifen Geschehnisse um die in dem palästinischen Dorf lebenden Schwestern und ihren Bruder Lazarus auf, die nach dem Johannesevangelium (Joh 11,5 ) besondere Freunde Jesu waren. Das Obergeschoss prägt die Verwendung edler Materialien wie Messingfassungen der Geländer, Türen und Lampen sowie der Fußboden aus Solnhofener  Platten.
Im weniger aufwendig ausgestatteten Sockelgeschoss, das über zwei Treppen vom Hauptgeschoss oder direkt über den Ehrenhof zugänglich ist, befinden sich der 240 Plätze fassende, über verglaste Flügeltüren zu erreichende Gemeindesaal. Raumhohe Glasschiebetüren grenzen den Saal vom kleineren Gemeinderaum ab. Beide Räume lassen sich zu einem großen Saal verbinden. Zur Inneneinrichtung gehören Bühne, Vorführraum, Umkleideräume und Parkettboden sowie eine einfache Holzbestuhlung. Decken, Lampen und Türen im Untergeschoss sind im Original erhalten. Kanzlei und Konfirmandenzimmer sowie die Kirchnerwohnung sind über gesonderte Zugänge von Ehrenhof aus zu erreichen. Die Unterbringung von Gemeinschafts- und Wirtschaftsräumen zusammen mit den Sakralräumen war zu diesem Zeitpunkt eine Neuerung und verkörperte ein modernes Verständnis von Religion und Gemeindeleben.

## Orgel
Die alte Orgel, die sich seit 1933 in der Kirche befand, hatte eine elektropneumatische Traktur. Als Anfang der 1980er Jahre die Fehler immer größer wurden, entschloss man sich, eine neue mechanische Orgel in Auftrag zu geben. Jehmlich Orgelbau Dresden lieferte das neue Instrument am 20. März 1992 als Opus 1099. Die Orgel wurde bis am 14. Mai 1992 montiert und intoniert dem Kirchenvorstand übergeben. Am 21. Juni 1992 erfolgte im Rahmen eines Festgottesdienstes ihre Einweihung.
Der Aufstellungsort der neuen Orgel ist derselbe geblieben. Trotz der nicht optimalen akustischen Bedingungen wurde sie aus Denkmalschutzgründen wieder in die Turmkammer hinter einen Betonbogen eingebaut. Die Klangabstrahlung wurde durch eine eingezogene Schallwand und aufgehängte Plafonds etwas verbessert.

### Disposition
| I Hauptwerk C–g3    |        |
| Quintade            | 16′    |
| Prinzipal           | 8′     |
| Rohrflöte           | 8′     |
| Oktave              | 4′     |
| Spitzflöte          | 4′     |
| Quinte              | 1 2⁄3′ |
| Oktave              | 2′     |
| Quinte (aus Mixtur) | 1 ⁄3′  |
| Mixtur IV–V         | 1 ⁄3′  |
| Trompete            | 8′     |

| II Schwellwerk C–g3    |        |
| Weitgedackt            | 8′     |
| Prinzipal              | 4′     |
| Flöte                  | 4′     |
| Rohrnasat              | 2 ⁄3′  |
| Blockflöte             | 2′     |
| Terz                   | 1 3⁄5′ |
| Oktävlein (aus Scharf) | 1′     |
| Scharf IV              | 1′     |
| Oboe                   | 8′     |
|                        |        |
| Tremulant              |        |

| Pedal C–f1  |       |
| Subbass     | 16′   |
| Prinzipal   | 8′    |
| Gedacktbass | 8′    |
| Oktave      | 4′    |
| Mixtur IV   | 2 ⁄3′ |
| Posaune     | 16′   |

- Koppeln: II/I, I/P, II/P
- Spielhilfen

### Technische Daten
- 25 Register
- 1619 Pfeifen
- Windversorgung:
  - Schleudergebläse, Schleifwindladen
- Traktur:
  - Spiel- und Registertraktur: mechanisch
- Stimmung:
  - Höhe a1= 440 Hz.
  - Gleichstufig

## Glocken
Anstelle der im Krieg eingeschmolzenen Kirchenglocken aus Bronze erhielt die Kirche 1954 ein Geläut aus drei Gussstahlglocken der Glockengießerei Schilling & Lattermann. Die Inschriften der Glocken sind dieselben wie zur Weihe am 29. Januar 1933.
Große Glocke – Totenglocke: Schlagton f′, Gewicht 1200 kg, Durchmesser 146 cm
Jauchzet dem Herrn alle Welt! (Ps 100,1 )
Eins ist not. (Lk 10,42 )
Mittlere Glocke – Vatgerunserglocke: Schlagton a′, Gewicht 550 kg, Durchmesser 115 cm
Dienet dem Herrn mit Freuden! (Ps 100,2 )
Der Meister ist da und ruft Dich. (Joh 11,28 )
Kleine Glocke: Ton – Betglocke: c″,  Gewicht 320 kg, Durchmesser 96 cm
Erkennet, daß der Herr Gott ist! (Ps 100,3 )
So du glauben wirst, sollst du die Herrlichkeit Gottes sehen. (Joh 11,40 )
Damals trug die große Glocke auf der Rückseite außer dem Namen der Gemeinde, der auf allen Glocken stand, den Zusatz „Gegossen in schwerer Zeit“.